# Pinehurst (contea di Orange, Texas)
Pinehurst è un comune (city) degli Stati Uniti d'America della contea di Orange nello Stato del Texas. La popolazione era di 2 097 abitanti al censimento del 2010. Fa parte dell'area metropolitana di Beaumont-Port Arthur.

## Geografia fisica
Pinehurst è situata a 30°06′30″N 93°46′26″W (30.108371, -93.773892).
Secondo lo United States Census Bureau, ha un'area totale di 1,8 mi² (4,66 km²).

## Società

### Evoluzione demografica
Secondo il censimento del 2010, la popolazione era di 2 097 abitanti.

### Etnie e minoranze straniere
Secondo il censimento del 2010, la composizione etnica della città era formata dal 79,9% di bianchi, il 14,8% di afroamericani, l'1,0% di nativi americani, lo 0,8% di asiatici, lo 0,2% di oceanici, l'1,7% di altre razze, e l'1,6% di due o più etnie. Ispanici o latinos di qualunque razza erano il 6,1% della popolazione.